# Cariúcha
Alessandra Mendes Firmiano (Nova Iguaçu, 18 de setembro de 1983), também conhecida profissionalmente como Cariúcha e anteriormente como MC Cariucha, é uma cantora, apresentadora e dançarina brasileira. Ganhou notoriedade nacional ao participar da 15ª edição de A Fazenda e por ser apresentadora do Fofocalizando, programa vespertino do SBT, desde abril de 2024.

## Carreira
Cariúcha é natural de Nova Iguaçu, na Região Metropolitana do Rio de Janeiro, e teve suas primeiras influências musicais na infância, ao crescer em um ambiente evangélico e cantar no coral de sua igreja. Sua primeira aparição na televisão ocorreu em 2009, no programa Profissão Repórter, durante uma entrevista conduzida pelo jornalista Caco Barcellos. Na ocasião, Cariúcha expressou indignação ao ser desclassificada do concurso Garota da Laje, momento que gerou repercussão na televisão. Seu bordão "Eu sou toda natural, sou bonita pra caramba!" se popularizou e se tornou um meme amplamente difundido na internet à época e até hoje.
Em julho de 2015, Cariúcha iniciou sua carreira profissional como cantora e passou a assinar com o nome de MC Cariucha. Lançou seu primeiro single "Me Chama que eu Vou" no mesmo ano. Em março de 2016, retirou o MC de seu nome artístico e passou a assinar apenas como Cariúcha, no seu single "Tá de Cara (A Nova Diva Chegou!)". Na mesma época, lançou o single "No Funk Ninguém Dança Mais do que as Bichas", que foi descrito pela própria como uma homenagem à comunidade LGBT.
Em setembro de 2023, ganhou notoriedade nacional ao ser chamada para participar de A Fazenda 15, sendo a terceira eliminada da edição. Sua participação foi marcada por polêmicas e conflitos com os participantes Jenny Miranda, Jaqueline Grohalski (a vencedora da edição), a jornalista Rachel Sheherazade, Lucas Souza e o ex-BBB Cezar Black. Após a sua eliminação, começou a ganhar mais espaço na mídia televisiva, sendo uma das contratadas do SBT para apresentar o programa Fofocalizando em abril de 2024.
Seu apelido "Cariúcha" foi explicado durante uma edição do programa Fofocalizando em junho de 2024: ele se deve à uma junção de carioca e gaúcha, a naturalidade de seus pais.

"Desde criança quando eu ia para o Sul, minha família daí me chamava de Cariúcha, porque diziam que eu era metade carioca e metade gaúcha, e ficou este apelido desde então"— Alessandra Cariúcha

## Filmografia
| Ano           | Título         | Função                    | Nota   |
| ------------- | -------------- | ------------------------- | ------ |
| 2017-18       | Pânico na Band | Repórter                  | [ 17 ] |
| 2023          | A Fazenda 15   | Participante (20.º lugar) | [ 18 ] |
| 2024          | Ponto Final    | Faby                      | [ 19 ] |
| 2024          | Prêmio Kwai    | Apresentadora             | [ 20 ] |
| 2024–presente | Fofocalizando  | Apresentadora             | [ 21 ] |
| 2024–presente | Dez ou Mil     | Jurada                    | [ 22 ] |
| 2025          | SBT Folia      | Apresentadora             | [ 23 ] |

### Singles
- 2017 — "Tá de Cara"
- 2017 — "No funk Ninguém dança mais do que as Bichas"
- 2017 — "Até o Fim"
- 2020 — "Mão Boba" (feat. Dj Batata)
- 2021 — "Bate Direito" (feat. Karrson, Inês Brasil, Mc Naninha, Heavy Baile)
- 2022 — "Tatuar a Xereca"
- 2022 — "Deixa eu Sentar"
- 2023 — "Pedacinho do Coração" (feat. Mc Charles, Dj LH)
- 2024 — "King Size" (feat. MOY)

## Prêmios e indicações
| Ano  | Prêmio                  | Categoria               | Trabalho indicado | Resultado |
| ---- | ----------------------- | ----------------------- | ----------------- | --------- |
| 2024 | Prêmio Jovem Brasileiro | Apresentadora Revelação | Fofocalizando     | Venceu    |
| 2025 | Troféu Internet         | Revelação do Ano        | Fofocalizando     | Venceu    |
| 2025 | Troféu Imprensa         | Revelação do Ano        | Fofocalizando     | Venceu    |